# Marinho (ur. 1955)
Marinho, właśc. Mário Caetano Filho (ur. 27 lutego 1955 w Londrinie) – piłkarz brazylijski, występujący podczas kariery na pozycji środkowego obrońcy.

## Kariera klubowa
Karierę piłkarską Marinho rozpoczął w klubie Londrina EC w 1974. W 1977 został zawodnikiem São Paulo FC. W lidze brazylijskiej zadebiutował 16 października 1977 w wygranym 1-0 meczu z Náutico Recife. Z São Paulo zdobył mistrzostwo Brazylii w 1977.
W latach 1979–1979 ponownie był zawodnikiem Londriny, z której przeszedł do CR Flamengo. Z Flamengo trzykrotnie zdobył mistrzostwo Brazylii w 1980, 1982 i 1983, mistrzostwo stanu Rio de Janeiro – Campeonato Carioca w 1981, Copa Libertadores 1981 oraz Puchar Interkontynentalny w 1981. W latach 1985–1988 występował Botafogo FR.
W barwach Botafogo 16 listopada 1986 w przegranym 2-3 meczu z Santosem FC Marinho wystąpił po raz ostatni w lidze brazylijskiej. Ogółem w latach 1977–1986 wystąpił w lidze w 155 meczach, w których strzelił 6 bramek. Karierę Marinho zakończył w Londrinie w 1992.

## Kariera reprezentacyjna
W reprezentacji Brazylii Marinho zadebiutował 28 kwietnia 1983 w wygranym 3-2 towarzyskim meczu z reprezentacją Chile. Ostatni raz w reprezentacji Mário Sérgio wystąpił 15 maja 1985 w przegranym 0-1 towarzyskim meczu z reprezentacją Kolumbii.